# Marie-Clotilde Ramos-Ibáñez
Marie-Clotilde Ramos-Ibáñez (París, Francia, 25 de julio de 1984) es una modelo francesa.

## Biografía
Marie-Clotilde nació en la ciudad de París en el 1984. Desde los 20 años ya empezó a  hacer sketchs y anuncios publicitarios con los que adquirió fama. Más tarde, decidió trabajar como modelo en pasarelas de moda y fue como se hizo famosa a nivel nacional. A principios de 2010 empezó a rodar la comedia "Le baltringue", en la que interpretaba a una niña italiana llamada Bimbo (que en italiano significa "niño").
En 2011 entró en el casting para aparecer en el videoclip Elle me dit, del cantante Mika, donde pudo trabajar con Fanny Ardant. Desde 2012 lleva interpretando a Circée en la serie televisiva "Cercle de jeux Gallieni" ("Círculo de juegos de Gallieni").

## Series televisivas
- Le Baltringue: Bimbo.
- Elle me dit: Pareja del pariente de Fanny Ardant.
- Cercle de Jeux Gallieni: Circée.
- Un si grand soleil:Sofia